# Даніель Вільєтті
Даніель Вільєтті Індарт (Монтевідео, 24 липня 1939 — там само, 30 жовтня 2017) — співак, композитор та гітарист, якого вважали одним з найвидатніших представників популярної уругвайської пісні, що отримав широке визнання в Латинській Америці.
З 1994 зробив важливий внесок у розповсюдження музики та перекладів пісень із Латинської Америки за допомогою своїх радіо- та телевізійних програм "Tímpano" та "Párpado".

## Життєпис

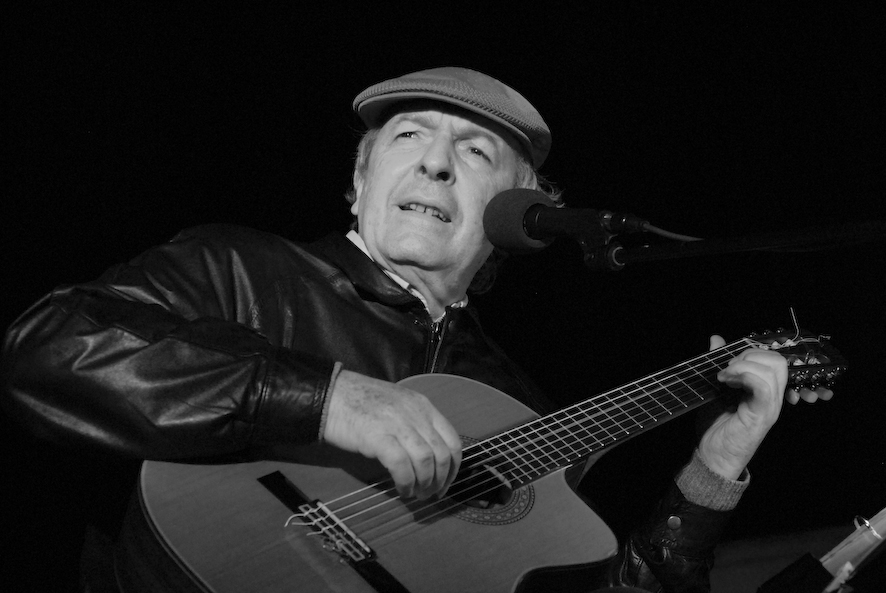
Вільєтті на концерті в Агуас Дульсес, департамент Роча, у 2007.

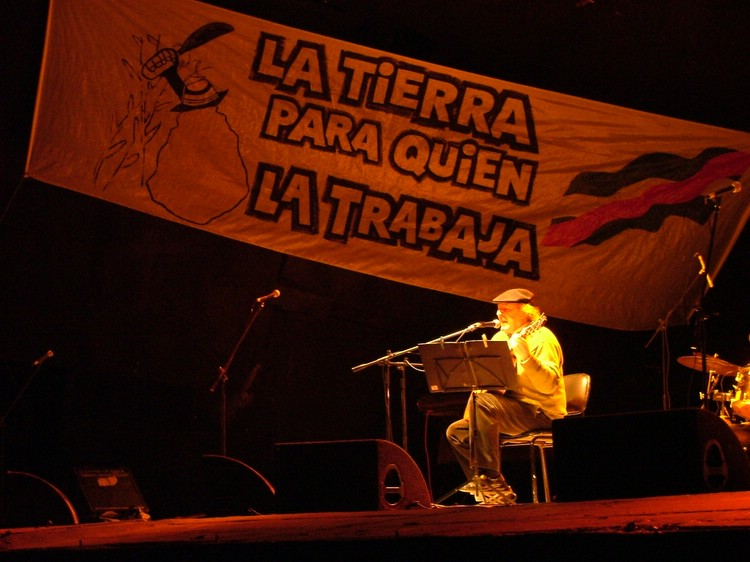
Даніель Вільєтті на фестивалі для робітників тростинного цукру (peludos) у Белья-Уніон, департамент Артигас.

Народився 24 липня 1939 в родині музикантів: мати, Ліда Індарт, була піаністкою, батько,  Седар Вільєтті, — гітаристом. В дитинстві Вільєтті захоплювався класичною і поп-музикою. Брав уроки гітари у викладачів Атіліо Рапати та Абеля Карлеваро, таким чином отритмуючи гарну підготовку як концертний артист, а потім, у 1960-ті, присвятив себе переважно популярній музиці.
Протягом цього десятиліття активно працював як композитор, співак, викладач та радіоведучий, бувши частиною музики в Уругваї, популярність якої зростала. Брав участь у щотижневику «Marcha», створив і керував студією «Núcleo de Educación Musical» («Nemus»). Його першим звукозаписом став «Impresiones para canto y guitarra y canciones folclóricas» (1963), після якого будуть ще п'ять проєктів до 1973.
Творчість Вільєтті набула радикального характеру з сильним соціальним та політичним (лівим) змістом, тексти пісень були пов'язані з народною боротьбою в Уругваї та загалом в Латинській Америці. В рамках репресій лівих рухів, що передували військовому перевороту 1973 року, Вільєтті був ув'язнений у 1972. Кампанію за його звільнення з-за кордону очолювали Жан Поль Сартр, Франсуа Міттеран, Хуліо Кортасар та Оскар Німеєр.
У 1973 розпочалося заслання Вільєтті в Аргентині, яке згодом продовжиться у Франції, де він прожив одинадцять років. Під час заслання музикант відмовився від композиторської діяльності. Всі пісні того часу були опубліковані лише після його повернення в альбомі, записаному в прямому ефірі, "no por casualidad" ("не випадково") під назвою "Trabajo de ant". Однак він продовжував інтенсивну роботу журналіста та радіоведучого, і перш за все гастролював світом в музичних турах солідарності, засуджуючи диктатуру в Уругваї та низці країн Латинської Америки.
Вигнання Вільєтті закінчилося поверненням до Монтевідео 1 вересня 1984, де його зустріли тисячі людей. Декламацію музиканта запам'ятали як "найзахопливішу за останні 40 років кар'єри". 
Звідтоді він відредагував та перевидав численні твори, серед яких вирізняється "A dos voces con Mario Benedetti" («Голос досвіду з Маріо Бенедетті») (1985), що є рекордним відображенням численних декламацій, виконаних із великим уругвайським поетом під час заслання, яким поділилися обидва.
Багато років було неможливо знайти записи Вільєтті, зроблені у період до диктатури, через купівлю лейбла "Orfeo" музичними транснаціональними корпораціями, що мали інші інтереси, та контракти, які пов’язували його з лейблом. Лише в 1999, після тривалого судового розгляду, Вільєтті вдалося повернути свої права. Перероблений ним самим альбом 1960-х та 1970-х був перевиданий на компакт-диску лейблом Ayuí/Tacuabé.
Паралельно зі своєю музичною діяльністю Вільєтті виконував напружене завдання з дослідження, збереження та поширення латиноамериканської музики. Роками він створював обширний музичний архів, який  назвав "Memoria Sonora de América Latina" ("Звукова пам'ять Латинської Америки"). Альбом також включає інтерв'ю з музикантами та письменниками, здійснені протягом 40 років роботи.
З 1994 Вільєтті робить радіопрограму "Tímpano" на радіо El Espectador de Montevideo, яка транслювалася в Аргентині, Венесуелі та Франції, і включала записи з його архіву та нові інтерв'ю. 
З 2004 вів телевізійну програму "Párpado" на телеканалі Ciudad.
27 листопада 2003 Відомча рада Монтевідео оголосила його почесним громадянином міста Монтевідео.

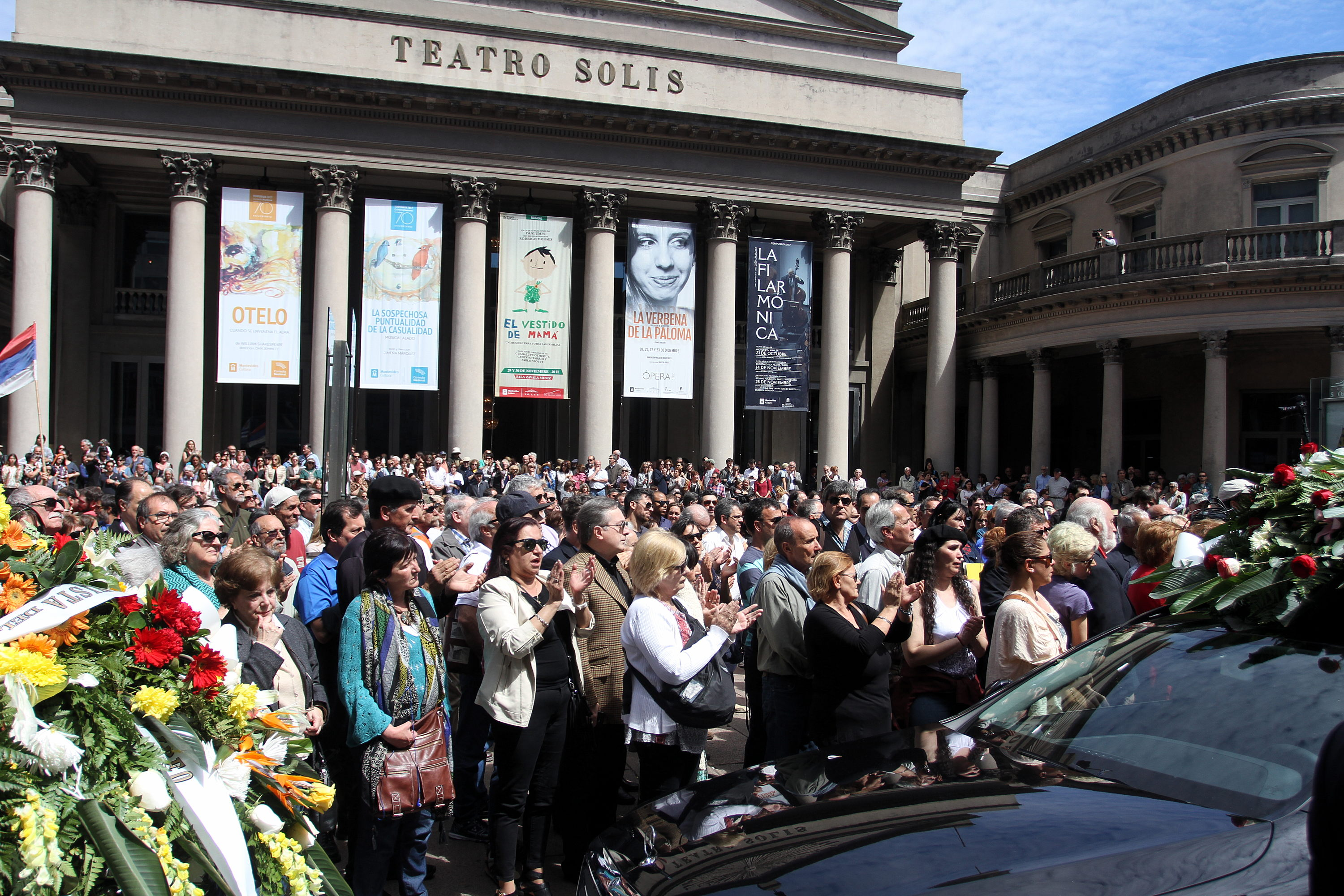
Виступ Даніеля Віґлієтті в театрі Соліса в Монтевідео.

7 жовтня 2015 Сільвіо Родріґес отримав нагороду "Noel Nicola", присуджену латиноамериканським пісенним проєктом "Canto de Todos", фестивалем авторських пісень "Barnasants de Catalunya" та Кубинським музичним інститутом, вперше в "Casa de las Américas" у Гавані (Куба), там само, де в 1967 відбулася "Encuentro Internacional de la Canción Protesta" ("Міжнародна зустріч пісні протесту"), в якій Вільєтті брав участь серед багатьох музикантів з усього світу.
Вільєтті помер у понеділок, 30 жовтня 2017, під час операції.

## Творчість
Музична творчість Вільєтті характеризується особливим поєднанням елементів класичної музики, уругвайського та латиноамериканського фольклору. З «Hombres de Nuestro Tierra», свого другого альбому на два голоси з Хуаном Капаґорі, він розпочав спільну роботу з письменниками, а потім поклав на музику вірші Лібера Фалько, Сезара Вальєхо, Цирцеї Майї, іспанців Рафаеля Альберті та Федеріко Гарсії Лорки, кубинця Ніколаса Гільєна та ін.
Серед його найвідоміших композицій — "A desalambrar", "Canción para mi América", "Milonga de andar far" та "Gurisito". 
Творчість Вільєтті має світове визнання, його пісні виконують співаки різних національностей, такі як Віктор Хара, Ампаро Очоа, Ізабель Парра, Джоан Мануель Серрат, Алі Праймера, Мерседес Соса, Чавела Варгас та Соледад Браво та багато інших.

## Звинувачення
25 липня 2020 журналіст Нельсон Діас опублікував у Facebook звинувачення проти Вільєтті щодо зґвалтування неповнолітньої. Після цієї скарги Лусія Вільєтті Форнер, племінниця музиканта, повідомила, що інцидент стався, коли музиканту було 27 років, і що жертвою стала одна з її племінниць, тоді 10-річна дівчина. Журналіст Леонардо Хаберкорн поширив у Facebook слова Седара Вільєтті, батька Люсії та брата музиканта з боку батька, де він згадує, що його сім'я викривала справу про сексуальне насильство.  29 липня 2020 року газета El País опублікувала лист, що суперечить звинуваченням, направлений зазначеним ЗМІ Сільвією Вільєтті, сестрою Даніеля Вільєтті. У листі Сільвія Вілгетті писала, що "поширене звинувачення, в якому я стала головною героїнею і яке натякає на мою сім'ю, не відповідає дійсності".

## Дискографія

### Студійні альбоми
- Canciones folklóricas y 6 impresiones para canto y guitarra (Antar PLP 5024. 1963)
- Hombres de nuestra tierra (junto al narrador Juan Capagorry. Antar PLP 5045. 1964)
- La patria vieja. Segunda parte 1815-1816 (junto a Alberto Candeau. Antar - Sodre PLPS 5052)
- La patria vieja. Tercera parte 1817-1820 (junto a Alberto Candeau. Antar - Sodre PLPS 5053)
- Canciones para el hombre nuevo (Orfeo. 1968)
- Canciones para mi América (edición francesa. 1968)
- Canto libre (Orfeo ULP 90.537. 1970)
- Canciones chuecas (Orfeo ULP 90.558. 1971)
- Trópicos (Orfeo. 1973)
- Trabajo de hormiga (Music Hall. 1984)
- Por ellos canto (Orfeo. 1984)
- A dos voces (junto a Mario Benedetti. Orfeo. 1985)
- A dos voces (junto a Mario Benedetti. Orfeo. 1987)
- Esdrújulo (Orfeo, 1993)
- A dos voces volúmenes 1 y 2 (junto a Mario Benedetti. Orfeo CDO 047-2. 1994)
- Devenir (Ayuí / Tacuabé, 2004)
- Trabajo de hormiga (2008)

### "Живі" альбоми
- Прямий ефір (1978)

### Семпли
- Nuestra bandera / Esta canción nombra (Orfeo 90010. 1969)
- Me gustan los estudiantes / A desalambrar (Orfeo 90011. 1969)
- Nostalgia de mi tierra / Yo nací en Jacinto Vera (Orfeo 90039. 1970)

### Перевидання та збірки
- A desalambrar (EMI 16584. 1970)
- Canciones con fundamento (Diapasón DP-99330)
- Seis impresiones para canto y guitarra (Ayuí / Tacuabé am26cd)
- Hombres de nuestra tierra (con Juan Capagorry. Ayuí / Tacuabé am28cd)
- Canto libre  (Ayuí / Tacuabé am34cd)
- Canciones para el hombre nuevo  (Ayuí / Tacuabé am35cd)
- Canciones chuecas (Ayuí / Tacuabé ae212cd. 1999)
- Trópicos  (Ayuí / Tacuabé ae226cd)
- A dos voces (con Mario Benedetti. Ayuí / Tacuabé ae238cd)
- Esdrújulo  (Ayuí / Tacuabé ae312cd)
- Trabajo de hormiga (Ayuí / Tacuabé ae334cd. 2008)

### Колективи
- 4. Festival des politischen Liedes (1974)
- Compañero presidente (1975)
- Rote Lieder 70-76 (1977)
- 19. Festival des politischen Liedes (1989)
- Zehnkampf - Festival des politischen Liedes 1970-1980 (1980)
- La mémoire chantée de Régine Mellac (1984)
- ¡El Che vive! (1997)

## Літератури
1. ↑  SNAC — 2010.
2. 1 2  Discogs — 2000.
3. 1 2  Authority file of the National Library of Uruguay
4. ↑  Rubén Yizmeyián (9 de setiembre de 2004). Con el uruguayo Daniel Viglietti (entrevista). Архів оригіналу за 7 de noviembre de 2017. Процитовано 4 de agosto de 2014.
5. ↑  Radio Espectador (12 de abril de 2004). Tímpano. Архів оригіналу за 27 de abril de 2014. Процитовано 4 de agosto de 2014.
6. ↑  La República (Uruguay) (5 de junio de 2004). El parpado de Daniel Viglietti. Архів оригіналу за 3 грудня 2020. Процитовано 4 de agosto de 2014.
7. ↑  TV Ciudad (5 de junio de 2004). Párpado. Архів оригіналу за 20 de septiembre de 2012. Процитовано 4 de agosto de 2014.
8. ↑  La Ventana, Casa de las Américas (1 de diciembre de 2006). Daniel Viglietti: de vuelta a Casa. Архів оригіналу за 2 de abril de 2015. Процитовано 4 de agosto de 2014.
9. ↑  ACTA Nº 1. www.juntamvd.gub.uy. Процитовано 25 de julio de 2018.{{cite web}}:  Обслуговування CS1: Сторінки з параметром url-status, але без параметра archive-url (посилання)
10. ↑  El cantautor uruguayo Daniel Viglietti recibe el premio "Noel Nicola" en Cuba (ісп.). www.efe.com. Архів оригіналу за 8 лютого 2021. Процитовано 31 de octubre de 2017.
11. ↑  Falleció Daniel Viglietti a los 78 años de edad. Архів оригіналу за 7 листопада 2017. Процитовано 3 лютого 2021.
12. ↑  Murió el cantautor uruguayo Daniel Viglietti. 30 de octubre de 2017. Архів оригіналу за 5 серпня 2020. Процитовано 3 лютого 2021.
13. ↑  Grave denuncia contra Daniel Viglietti por parte de su sobrina en redes sociales. montevideo.com.uy. 26 de julio de 2020. Архів оригіналу за 2 грудня 2020. Процитовано 28 de julio de 2020.
14. ↑  Una sobrina de Viglietti confirmó que el músico abusó sexualmente de una niña cuando él tenía 27 años. En Perspectiva. 27 de julio de 2020. Архів оригіналу за 1 грудня 2020. Процитовано 28 de julio de 2020.
15. ↑  ElPais. Hermana de Viglietti da su versión sobre acusación: "No se corresponde con la realidad". Diario EL PAIS Uruguay (español) . Архів оригіналу за 28 лютого 2021. Процитовано 29 de julio de 2020.